# Portada/efemèride març 29
Liudmila Liàdova
« 28 de març · 29 de març · 30 de març »